# Zatteltracht

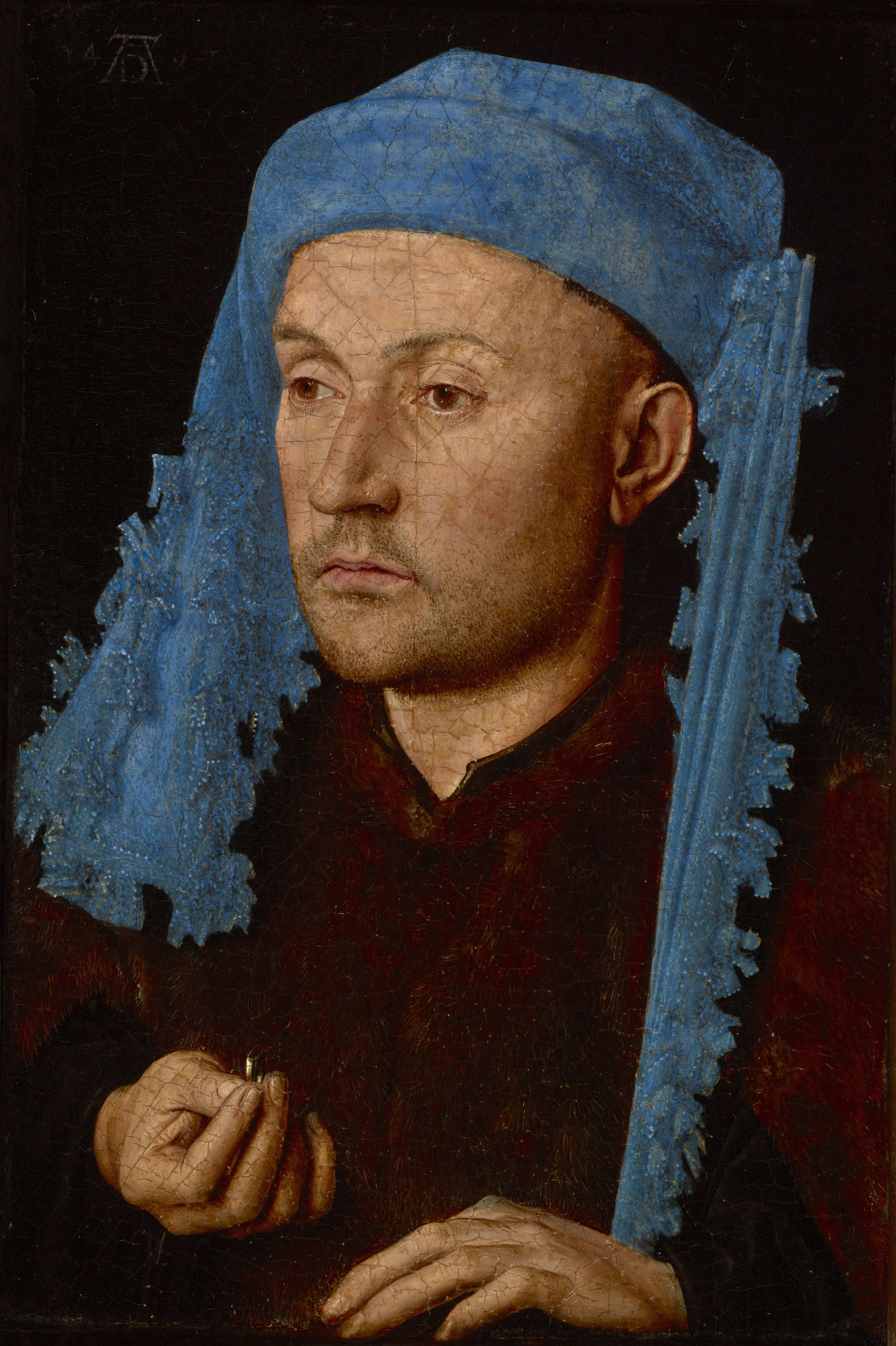
Jan van Eyck Portrait eines Goldschmiedes mit gezatteltem Chaperon, um 1430

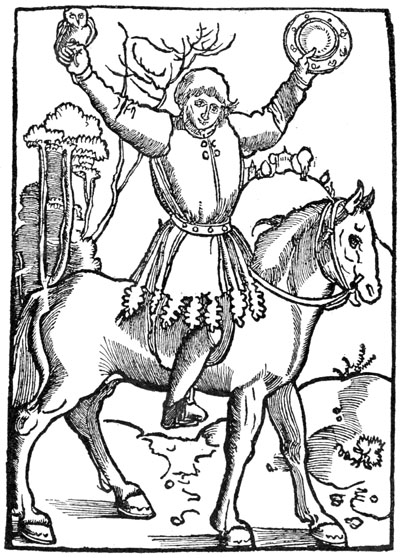
Till Eulenspiegel in Zatteltracht (1515)

Die Zatteltracht (auch Zaddeltracht) war eine im 13. Jahrhundert aufgekommene Mode, bei der die männliche Bekleidung in lange Zacken oder Streifen (so genannte Zatteln) geschnitten oder mit Zatteln besetzt war. 
Gegen die Mitte des 14. Jahrhunderts wurden die vorher verächtlich gemachten Zatteln, zugleich mit der Schellentracht und den Schnabelschuhen, auch von den vornehmen Ständen getragen. Auch der „Volksheld“ Till Eulenspiegel (ca. 1300–1350) wird meist in dieser Tracht dargestellt. Die Zatteln beschränkten sich aber nicht auf den Mantelrock, sondern wurden bei allen Obergewändern benutzt, selbst die Ärmel (oft bis zum Boden reichend), Hemdsärmel und Kopfbedeckungen waren mit Zatteln besetzt.
Zu Anfang des 15. Jahrhunderts erreichte diese Mode ihren Höhepunkt, um 1470 war sie dann ganz verschwunden und wurde nur noch auf Jahrmärkten von Spaßmachern und Gauklern getragen.